# Metallbau

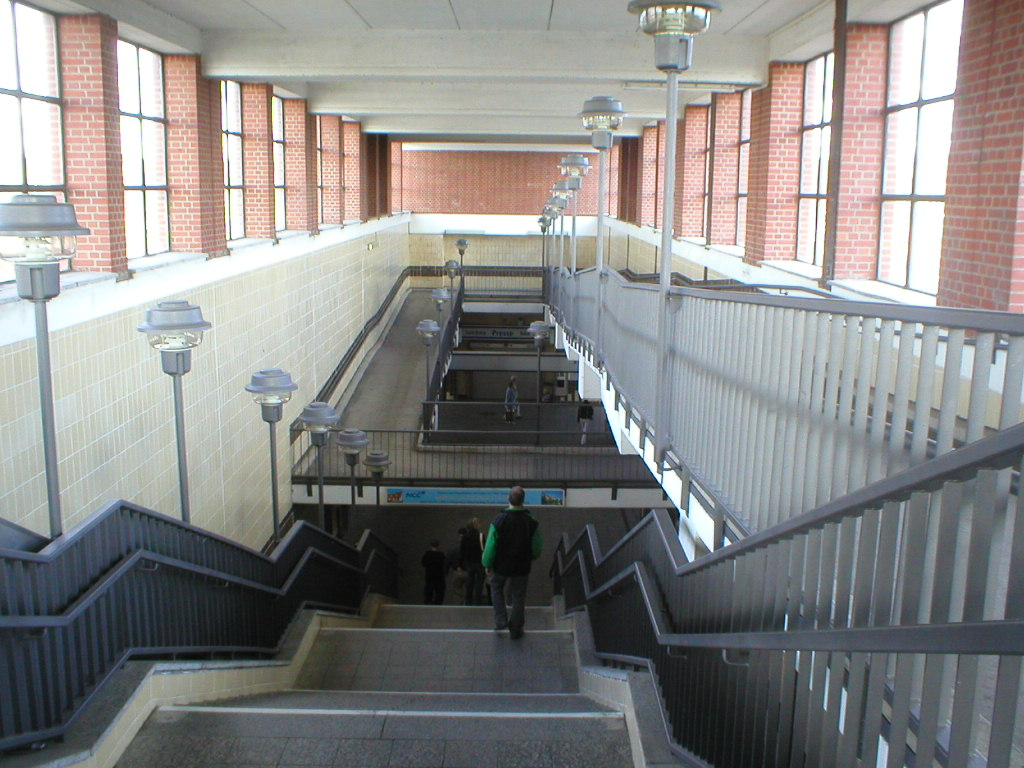
Geländer an der U-Bahn Berlin, Elsterwerdaer-Platz

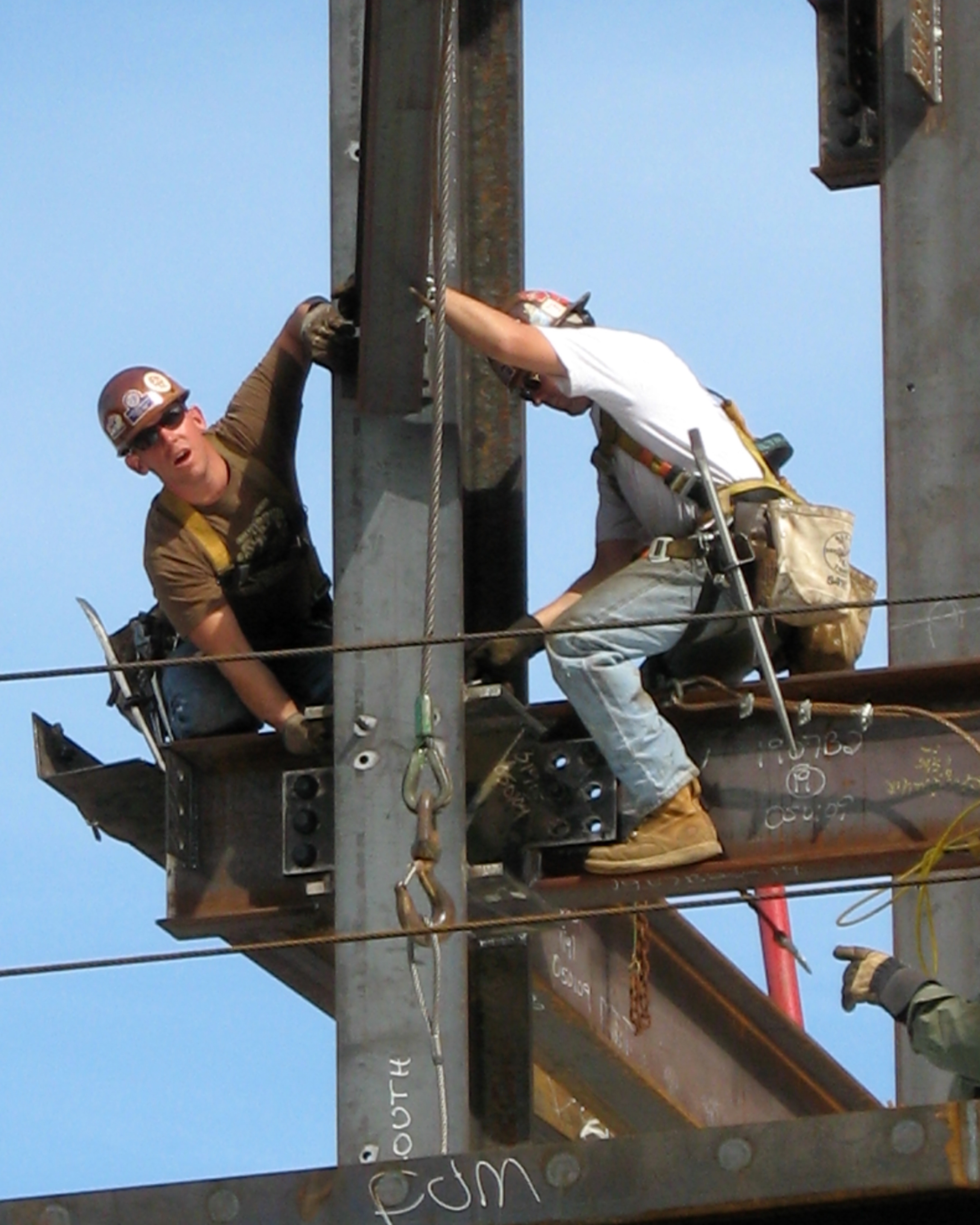
Stahlbauarbeiter

Metallbau bezeichnet gemäß DIN 18360 die Verarbeitung von Metallen auch im Verbund mit anderen Werkstoffen im Bauwesen. Die ältere Bezeichnung ist Bauschlosserei.

## Abgrenzung des Begriffs
Umgangssprachlich wird der Begriff Metallbau für die Verarbeitung von Metallen in Industrie und Handwerk verwendet. In normativen Verweisen und Leistungsverzeichnissen findet sich häufig noch der Begriff Schlosserarbeiten.
Die DIN 18360 definiert Metallbauarbeiten allgemein als die Verarbeitung von Metall, auch im Verbund mit anderen Werkstoffen und legt darüber hinaus fest, welche Gewerke nicht Bestandteil dieser Norm sind. Tatsächlich lässt sich der Metallbau, aufgrund der breiten Spanne der zu verarbeitenden Konstruktionen, Materialien und Fertigungsverfahren nur schwierig von anderen Gewerken abgrenzen.
Nicht Bestandteil des Metallbaus sind Stahlbauarbeiten gemäß DIN 18335, Klempnerarbeiten gemäß DIN 18339, Beschlagarbeiten gemäß DIN 18357 und Rollladenarbeiten gemäß DIN 18358.
Da auch der Metallbau, in dessen Leistungsumfang die Verarbeitung und Montage von Türen und Fenstern enthalten ist, mit Beschlagarbeiten also der Montage von Schlössern, Türdrückern, Schließern und ähnlichem in Berührung kommt, ist die Abgrenzung hier schwierig. Insbesondere gilt dies auch für die Trennung von Stahlbauarbeiten zum Metallbau.
Stahlbau bezeichnet die großtechnischen Fertigung und Montage von Stahltragwerken und Anlagen aus Stahl. Für den Stahlbau ist eine sehr umfassende Europäische Norm EN 1993 Eurocode 3 (früher in Deutschland DIN 18800) festgelegt, da im Stahlbau häufig Konstruktionen mit hohen Anforderungen an die Sicherheit gegen Versagen hergestellt werden. Dies sind zum Beispiel Stahlhallen, Stahlbrücken, Krane. Auch der Metallbau, zu dessen Leistungsumfang unter anderem auch die Herstellung von beispielsweise kleineren Stahltreppen oder Laufstegen gehört, stellt gelegentlich Konstruktionen her, an die ähnlich hohe Forderungen gestellt werden müssen. Ob eine Leistung noch zum Metallbau oder bereits zu anderen Gewerken gehört, ist oft eine Sache der Auslegung. Im Zweifels- oder Streitfall gelten gemäß DIN 18360 die in dieser Norm festgelegten Regelungen bezüglich Fertigung und Abrechnung.

## Verwendete Materialien und Leistungsumfang

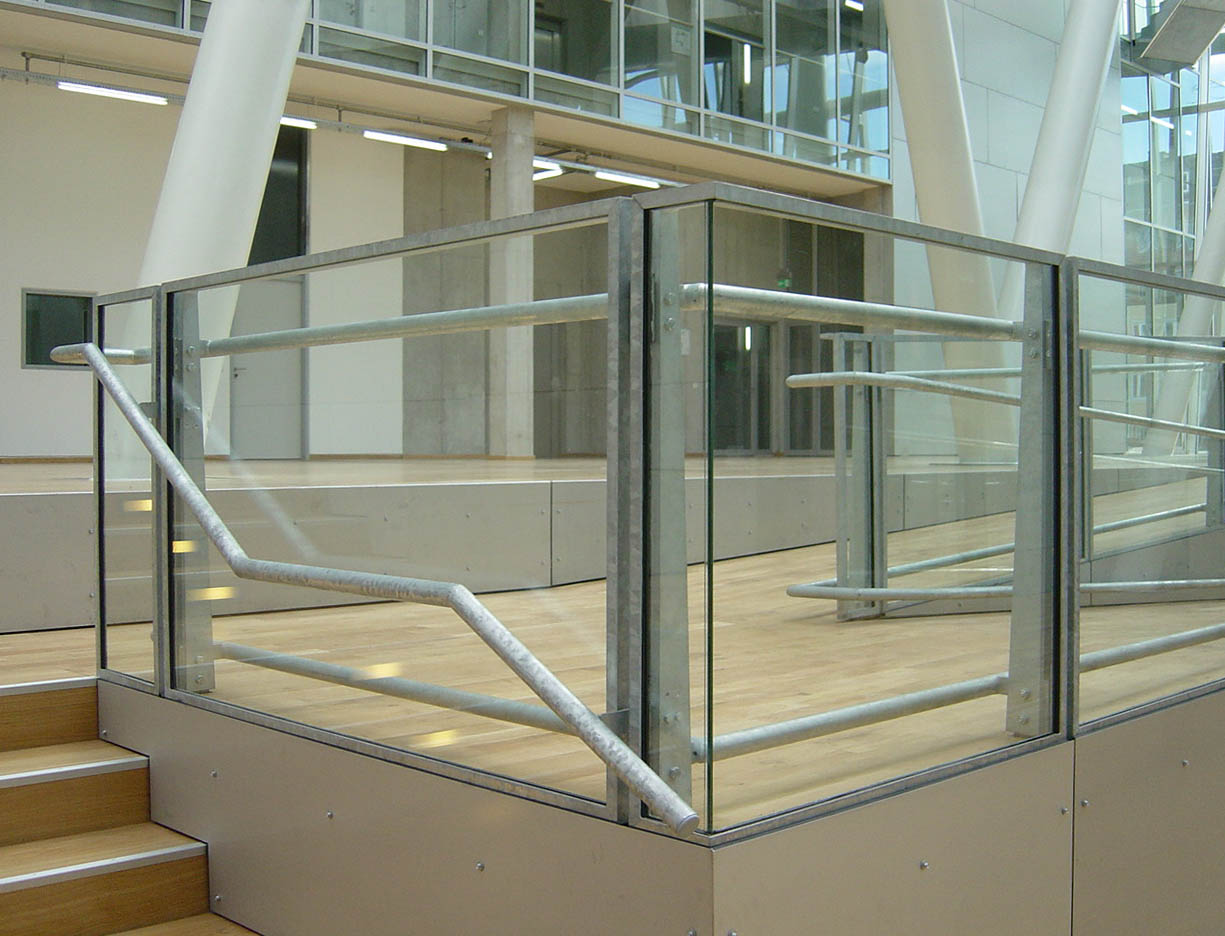
Geländer aus feuerverzinktem Stahl und Glas

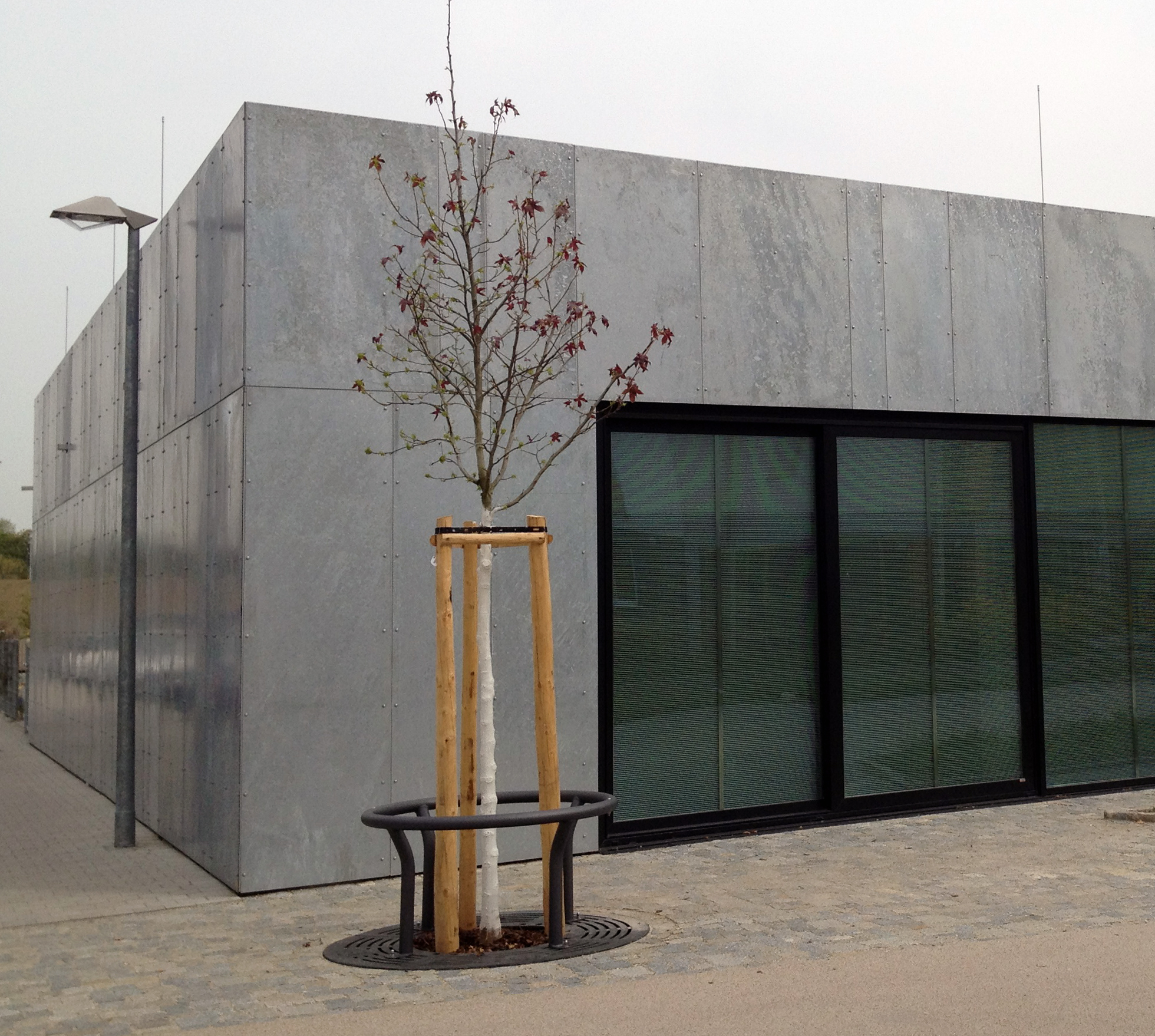
Metallfassade aus feuerverzinktem Stahl

Der Metallbau befasst sich mit der Verarbeitung von Metallen und auch deren Verbund mit Nichtmetallen. Die größte Bedeutung hat hierbei die Verarbeitung von Stahl, sowohl als warmgewalzter Baustahl gemäß EN 10025 als auch als nichtrostender Stahl gemäß EN 10088. Vor allem im Fenster-, Fassaden- und gelegentlich auch im Geländerbau ist die Verarbeitung von Aluminium gemäß DIN 17611 von Bedeutung. Der Verbund mit Kunststoffen und Glas ist Bestandteil bautechnischer Konstruktionen, wie Fensterbau, Wintergärten und Geländeranlagen.
Zu den dem Metallbau zugeordneten Konstruktionen zählen unter anderem die Herstellung und Montage von:
- Fenstern
- Türen
- Metallfassaden und -bekleidungen, abgehängte Metalldecken
- Fensterwände, auch Schaukästen, Haus Elemente
- Vordächer, Wintergärten, Überdachungen
- Spiel- und Turngeräte
- Tore, Klappen, Scherengitter
- Bühnen, Stege, Abdeckungen
- Metalltreppen und Geländer

Bei Laufstegen, Bühnen und Treppen sind die Einschränkungen der EN 1993 zu beachten. Ab einer dort definierten technischen Anforderung, wie die Tragwerkgröße, fällt die Konstruktion nicht mehr in den Bereich der Metallbauarbeiten und die weit höheren technischen Anforderungen der Europäischen Norm sind zu beachten. Für Schweißarbeiten wird dann unter Umständen eine Zulassung der Betriebe kleiner oder großer Eignungsnachweis zum Schweißen gefordert.

## Berufsbild
Der Beruf des Metallbauers fordert vom Auszubildenden das Erlernen einer Vielzahl verschiedener Fertigkeiten: Das Anreißen, Trennen und der Zusammenbau von Werkstücken nach Zeichnung, das Fügen durch Schraubverbindungen, Nieten oder Schweißen, die Bedienung von Maschinen zur Umformung, wie Kantbänke und andere Biegemaschinen und die Bedienung von Ständerbohrwerken und Sägen. Nach wie vor ist aber auch die Beherrschung manueller Verfahren zur Kalt- und Warmumformung und zu Trennung oder Schleifen von Werkstücken von höchster Bedeutung. Der Auszubildende lernt, die Bauteile fachgerecht zu montieren und kleinere Konstruktionen anhand eigener Aufmaßskizzen in der Werkstatt selber zu fertigen.

## Geschichte

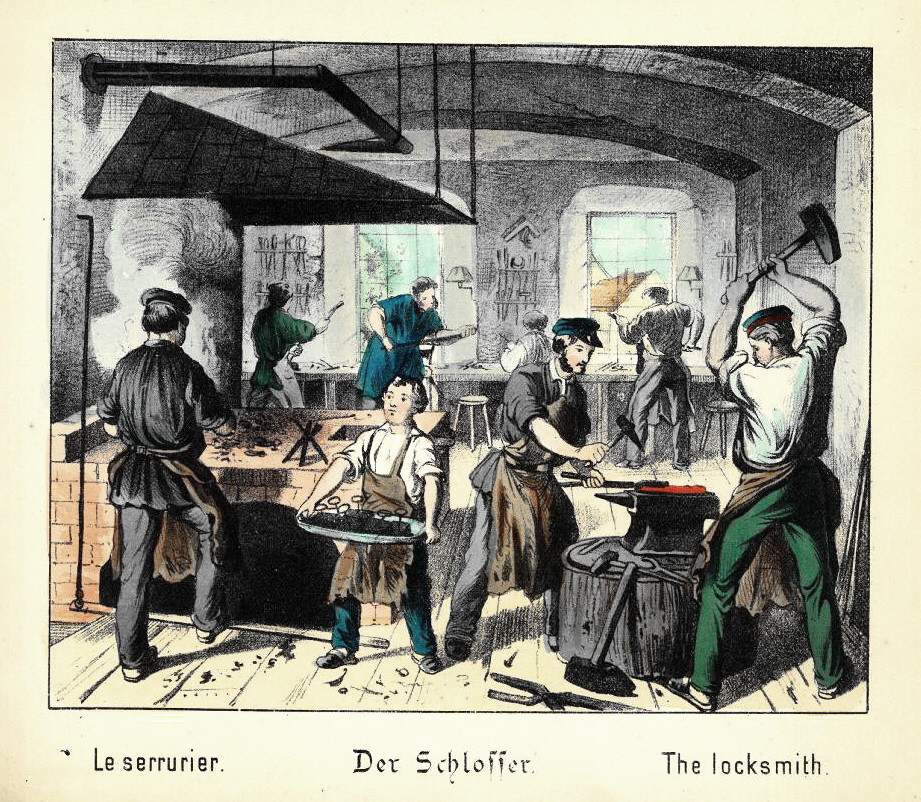
Der Schlosser (aus Was willst du werden, um 1880)

Der Metallbau ist einer der ältesten Handwerksberufe. Nach Mitteleuropa gelangte die Metallverarbeitung aus dem vorderen Orient. Bevor für Waffen, Gerätschaften und Schmuck in der Bronzezeit die Kupfer-Zinn-Legierung Bronze verwendet wurde, waren schon Gold und reines Kupfer bekannt. Ab dem 14. Jahrhundert bildeten die Kleinschmiede ihre eigene Zunft. Ihre Produkte waren Tür-, Vorhänge-, Truhen- und Kassettenschlösser, Schlüssel sowie Beschläge, Türbänder, Türgriffe und Türklopfer, so dass sich die Berufsbezeichnung des „Kleinschmied“ in „Schlosser“ wandelte.
Mit Beginn der Industrialisierung im 19. Jahrhundert änderte sich das Tätigkeitsfeld der Schlossereien. Die zur industriellen Produktion erforderlichen Maschinen mussten gefertigt und gewartet werden. Das Bau- und Kunstschlossergewerbe (auch Stadtschlosserei genannt), welches sich mit der Erzeugung bautechnischer Metallprodukte, wie Gitter, Geländer, kleinere Stahlkonstruktionen beschäftigt, und die Maschinenschlosser bildeten eigene Sparten des Handwerks.

## Berufsfelder und Ausbildung

### Deutschland
Ab 1989 wurden einige Berufe neu geordnet und anders benannt. Aus dem Bauschlosser wurde der Metallbauer – Konstruktionstechnik, dem Kunstschlosser der Metallbauer – Metallgestaltung und aus dem Landmaschinenschlosser der Metallbauer – Nutzfahrzeugbau. Die ursprünglich dreijährige Ausbildungszeit wurde auf 3 1⁄2 Jahre verlängert.
Metallbauer ist ein Ausbildungsberuf nach der deutschen Handwerksordnung. Die Lehrzeit dauert 3 1⁄2 Jahre und findet im dualen System sowohl im Ausbildungsbetrieb als auch, vorwiegend in der Berufsschule, in der überbetrieblichen Ausbildung statt. Unter bestimmten Voraussetzungen kann die Ausbildung um ein halbes Jahr verkürzt werden. Der Metallbauer kann sich im dritten Ausbildungsjahr für die einzelnen Sparten als Metallgestalter, Konstruktionstechniker oder Nutzfahrzeugbauer spezialisieren.
Die überbetriebliche Ausbildung in der Berufsschule soll dem Auszubildenden – auch fachübergreifendes – theoretisches Wissen vermitteln und zum Beispiel durch die Fächer Deutsch und Politik das Allgemeinwissen fördern. Eine Vielzahl überbetrieblicher Lehrgänge vermittelt darüber hinaus handwerkliches Wissen, wozu die Ausbildungsbetriebe oft weder die Zeit, noch – auch aufgrund der häufigen Spezialisierung der Handwerksbetriebe – die fachlichen Mittel zur Verfügung haben. Grundsätzlich kann die Ausbildung auch in überbetrieblichen Ausbildungen der Berufs- oder Fachschulen absolviert werden. Dies bietet sich vor allem für Jugendliche an, die keinen gewerblichen Ausbildungsplatz gefunden haben. Größter Ausbilder ist jedoch das Handwerk, dessen Betriebe im Jahr 2009 etwa 36.000 Ausbildungsplätze betreuten. Die Ausbildung in einem Gewerbebetrieb bietet den Vorteil, dass der Auszubildende frühzeitig praxisnah – auch unter Leistungsanforderung – in den Berufsalltag integriert werden kann. Für Jugendliche mit Defiziten in der schulischen Ausbildung oder der Sozialisation kann jedoch eine außerbetriebliche Ausbildung oder ein Berufsvorbereitungsjahr mit den entsprechenden Praktika für die Entwicklung vom Vorteil sein, da man hier in der Regel auf die Bedürfnisse und Defizite der Auszubildenden besser eingehen und sie auf das Berufsleben vorbereiten kann.
Für ausgebildete Metallbauer mit mindestens einem Jahr Berufserfahrung besteht die Möglichkeit der bundeseinheitlichen Fortbildung zum geprüften Fachbauleiter für das Metallhandwerk. Als Vorgesetzter und Entscheider auf der mittleren Führungsebene übernehmen Fachbauleiter im Metallhandwerk die Verantwortung für die Abwicklung geplanter Baumaßnahmen/Projekte und sorgt gemäß geltenden Verträgen, Vorschriften und Gesetzen für die termingerechte, wirtschaftliche und qualitätsgerechte Ausführung der Arbeiten.
Die Weiterbildung als Metallbauer zum Metallbaumeister kann direkt nach der Gesellenprüfung stattfinden. Darüber hinaus besteht die Möglichkeit einer Spezialisierung zum Hufschmied und Weiterbildungsmöglichkeiten zum Techniker, beispielsweise in den Fachrichtungen Metallbautechnik, Maschinentechnik oder Automatisierungstechnik.

### Österreich
In Österreich heißt der Beruf SchlosserIn im Baubereich. In diesem Bereich sind nur die Bauberufe gesammelt, sonstige Metallbearbeitung ist meist unter dem Oberbegriff der Berufsgruppe Metalltechniker angesiedelt, zu dem neben dem Bauschlosser auch der Beruf SchlosserIn im Metallbereich gehört (hauptsächlich die klassische Maschinenschlosserei). Die Schmiedetechnik verteilt sich damit auf verschiedene Berufe.

### Schweiz
Die Ausbildung zum Metallbauer EFZ dauert in der Schweiz vier Jahre. Die möglichen Fachrichtungen sind Metallbau, Schmiedearbeiten oder Stahlbau. Der frühere Lehrberuf Schmied ging im Metallbauer EFZ auf.